# Die Mafia
Die Mafia (Originaltitel: Inside the Mafia) ist eine vierteilige US-amerikanische Krimi-Dokureihe des Senders National Geographic Channel über die amerikanische Cosa Nostra und die originäre sizilianische Cosa Nostra.

## Handlung
Die Dokumentation verschafft Einblicke in das Leben der amerikanischen und sizilianischen Cosa Nostra, mit hochwertigen Spielszenen, Archivbildern und Interviews mit namhaften Personen.

## Interviews
Jede Episode enthält mehrere Interviews von ehemaligen Mafiosi, Autoren und politischen Persönlichkeiten.
| Interviewte Prominente | Fotos |
| --- | ----- |
| - Salvatore „Bill“ Bonanno – Sohn von Joseph „Joe“ Bonanno, Sr. - Dominick Montiglio – Neffe von Anthony „Nino“ Gaggi - Leoluca Orlando – italienischer Politiker - Ernest Volkman – Autor - Henry Hill – ehemaliger Assoziierter der Lucchese-Familie - William G. Hundley – Staatsanwalt - Frank Cullotta – ehemaliges Chicago-Outfit-Mitglied - Dino Paternostro – italienischer Politiker (Stadtrat von Corleone) - Joseph Pistone – ehemaliger verdeckter Ermittler des FBI - Carmine Russo – ehemaliger FBI-Agent - Maria Falcone – Schwester des italienischen Untersuchungsrichters Giovanni Falcone - Frank J. Panessa – ehemaliger verdeckter Ermittler der DEA - Liliana Ferraro – Juristin (italienisches Justizministerium) - Richard Martin – Ermittler (US-Justizministerium) - Tony Petrucci – ehemaliger Agent der DEA - Joe O’Brian – ehemaliger Agent des FBI - John Gleeson – Ankläger im John-Gotti-Prozess - Bruce Cutler – US-amerikanischer Strafverteidiger - Bruce Mouw – ehemaliger Agent des FBI |       |

## Episodenliste
| Nr. | Deutscher Titel         | Originaltitel      | Zusammenfassung | Erstausstrahlung USA | Deutschsprachige Erstausstrahlung (D/A/CH) |
| --- | ----------------------- | ------------------ | --- | -------------------- | ------------------------------------------ |
| 1   | Im Fadenkreuz des FBI   | Mafia, What Mafia? | Themen: Salvatore „Bill“ Bonanno, die Fünf Familien (Bonanno, Colombo, Gambino, Genovese und Lucchese), Charles „Lucky“ Luciano und die Gründung der Kommission, J. Edgar Hoover und sein Kampf gegen die La Cosa Nostra, der Palermo-Mafia-Gipfel von 1957, das Apalachin-Meeting von 1957, Joseph „Joe“ Valachi und die Valachi-Hearings, das Cosa Nostra Initiationsritual | 13. Juni 2005        | 28. Nov. 2005                              |
| 2   | Die Pizza-Connection    | Going Global       | Themen: Carmine „Lilo“ Galante und der Heroin-Handel durch die sogenannte Pizza Connection, Salvatore „Totò“ Riina und die Corleonesi, die illegale Abschöpfung von Casino-Geldern in Las Vegas, die verdeckte Ermittlung durch Joseph „Donnie Brasco“ Pistone in der Bonanno-Familie, die sogenannten Zips                                                                   | 20. Juni 2005        | 5. Dez. 2005                               |
| 3   | Verrat und Blutrache    | The Great Betrayal | Themen: der blutige Aufstieg von Salvatore Riina, Giovanni Falcone und sein Kampf gegen die Cosa Nostra, die verdeckte Ermittlung durch DEA-Agent Frank J. Panessa, Roy DeMeo, die Pizza Connection, der Verrat durch Tommaso „Don Masino“ Buscetta, der gigantische Maxi-Prozess, Henry Hill                                                                                 | 27. Juni 2005        | 12. Dez. 2005                              |
| 4   | Die Paten in der Klemme | The Godfathers     | Themen: der blutige Aufstieg von Salvatore Riina und dessen Verhaftung, der Aufstieg und Untergang von John „Teflon-Don“ Gotti, „Big Paul“ Castellano als Gambino-Boss und seine Ermordung, die Kommission, die Ermittlungen von Giovanni Falcone und seine Ermordung, der Verrat durch „Sammy the bull“ Gravano                                                              | 4. Juli 2005         | 19. Dez. 2005                              |